# Edith Masai
Edith Chewanjel Masai (Chepkoya vlak bij Kapsakwony in het district Bungoma, 4 april 1967) is een voormalige Keniaanse atlete. Haar beste prestaties zijn het driemaal winnen van de wereldtitel tijdens de wereldkampioenschappen veldlopen (2002, 2003, 2004) en het winnen van de 10.000 m op de Afrikaanse kampioenschappen in 2006.

## Loopbaan
Masai begon met atletiek op school op de 800 en de 1500 m. Ze kwam in 1988 van school en ging in 1990 in de gevangenis in Nairobi werken. Ze is een gescheiden moeder en heeft een zoon genaamd Griffin Sakit, die in 1990 is geboren. Haar vader is een boer met 60 hectare grond. Ze is de derde van vier kinderen.
In 2001 liep Edith Masai 1:08.27 op de halve marathon van Lissabon en 1:07.53 op de halve marathon in Nice. Ze werd dit jaar ook Keniaans kampioene op de 5000 m en kwalificeerde zich voor de WK veldlopen. Tijdens de Golden League-wedstrijden in Oslo baarde ze opzien door op de 5000 m de Roemeense en olympisch kampioene Gabriela Szabó te verslaan. Op de wereldkampioenschappen van 2001 in Edmonton was ze verzwakt door malaria, maar werd op de 5000 m desondanks knap zevende.
In 2002 won Edith Masai op het onderdeel 5000 m de voorrondes van de Gemenebestspelen in Manchester en behaalde in de finale een zilveren medaille achter Paula Radcliffe. Ook won ze dat jaar de Route du Vin in 1:10.10.
In 2005 maakte ze haar marathondebuut in Hamburg en won deze wedstrijd in 2:27.06. Ze bleef echter ook actief op de baan, want bij de WK dat jaar nam ze deel aan de 10.000 m, waarop zij een vijfde plaats behaalde. In een wedstrijd die werd beheerst door de Ethiopische atletes, kwam Edith Masai in 30.30,26 tot een nieuw Keniaans record.
In 2006 won ze de halve marathon van Berlijn in een parcoursrecord van 1:07.16. Daarnaast veroverde zij op de baan de Afrikaanse titel op de 10.000 m.
Een jaar later was Masai er op de WK in Osaka opnieuw bij, maar ditmaal als deelneemster op de weg: op de marathon, die in Japan door haar landgenote Catherine Ndereba in 2:30.37 werd gewonnen, werd zij achtste.

## Titels
- Wereldkampioene veldlopen (korte afstand) - 2002, 2003, 2004
- Wereldkampioene 3000 m - 2003
- Afrikaans kampioene 10.000 m - 2006
- Keniaans kampioene 1500 m - 2004
- Keniaans kampioene 5000 m - 2001, 2002, 2003, 2006
- Keniaans kampioene 10.000 m - 2006
- Keniaans kampioene veldlopen (korte afstand) - 2002

## Persoonlijke records
Baan
| Onderdeel | Prestatie               | Datum           | Plaats   |
| --------- | ----------------------- | --------------- | -------- |
| 3000 m    | 8.23,23 (ex-AR)         | 19 juli 2002    | Monaco   |
| 5000 m    | 14.33,84                | 2 juni 2006     | Oslo     |
| 10.000 m  | 30.30,26 (ex-nat. rec.) | 6 augustus 2005 | Helsinki |

Weg
| Onderdeel      | Prestatie | Datum             | Plaats       |
| -------------- | --------- | ----------------- | ------------ |
| 5 km           | 14.50     | 8 juni 2002       | Neuss        |
| 10 km          | 31.13     | 31 maart 2002     | La Courneuve |
| 15 km          | 47.52     | 2 april 2006      | Berlijn      |
| 10 Eng. mijl   | 52.45     | 22 september 2002 | Zaandam      |
| 20 km          | 1:03.52   | 2 april 2006      | Berlijn      |
| halve marathon | 1:07.16   | 2 april 2006      | Berlijn      |
| 30 km          | 1:42.15   | 23 april 2006     | Hamburg      |
| marathon       | 2:27.06   | 24 april 2005     | Hamburg      |

## Palmares

### 3000 m
Kampioenschappen
- 2001: 7e Grand Prix Finale - 9.33,30
- 2002: 4e Grand Prix Finale - 8.57,29
- 2003:  WK - 8.36,82
- 2003:  Wereldatletiekfinale - 8.36,82
- 2005: 6e Wereldatletiekfinale - 8.50,78

Golden League-podiumplekken
- 2001:  Herculis – 8.34,79
- 2002:  Meeting Gaz de France – 8.33,94
- 2002:  Herculis – 8.23,23
- 2004:  Weltklasse Zürich – 8.36,43
- 2005:  Meeting Gaz de France – 8.31,27

### 5000 m
Kampioenschappen
- 2001: 7e WK - 15.17,67
- 2002:  Gemenebestspelen - 14.53,76
- 2003:  WK - 14.53,30
- 2004: 4e Wereldatletiekfinale - 14.59,95
- 2006: 7e Gemenebestspelen - 16.08,56

Golden League-podiumplekken
- 2001:  Bislett Games – 14.46,06
- 2002:  Golden Gala – 14.53,77
- 2003:  Memorial Van Damme – 15.06,64
- 2004:  Memorial Van Damme – 14.42,64
- 2004:  ISTAF – 14.59,11
- 2006:  Bislett Games – 14.33,84
- 2006:  Weltklasse Zürich – 14.48,22

### 10.000 m
- 2005: 5e WK - 30.30,26
- 2006:  Afrikaanse kamp. - 31.27,96

### 15 km
- 2008:  Utica Boilermaker - 50.40

### 10 Eng. mijl
- 2002:  Dam tot Damloop - 52.45

### 20 km
- 2006: 5e WK in Debrecen - 1:05.21

### marathon
- 2005:  marathon van Hamburg - 2:27.06
- 2006: 7e marathon van Hamburg - 2:30.01
- 2007: 6e marathon van Hamburg - 2:32.10
- 2007: 8e WK - 2:32.22
- 2007:  marathon van Singapore - 2:38.07
- 2008:  marathon van Singapore - 2:34.15

### veldlopen
- 2001:  WK (korte afstand) - 14.57
- 2002:  WK (korte afstand) - 13.30
- 2003:  WK (korte afstand) - 12.43
- 2004:  WK (korte afstand) - 13.07